# Welsh Premier Division
Die Welsh Premier Division (aus Sponsoringgründen auch Indigo Group Premiership) ist die höchste Rugby-Liga für walisische Vereine unterhalb der multinationalen United Rugby Championship, an der vier walisische Regionen teilnehmen. Sie wurde zu Beginn der Saison 1990/91 vom Verband Welsh Rugby Union eingeführt und besteht aus 12 Mannschaften. In den Spielzeiten 2000/01 und 2001/02 nahmen die beiden schottischen Vereine Edinburgh Rugby und Glasgow Warriors am Ligabetrieb teil, so dass sie in dieser Zeit Welsh-Scottish League genannt wurde. Rekordmeister ist der Neath RFC mit sieben Titeln.

## Mannschaften
Die folgenden Mannschaften spielen in der Saison 2022/23 in der Welsh Premier Division:
| - Aberavon RFC - Bridgend Ravens - Cardiff RFC - Carmarthen Quins - Ebbw Vale RFC - Llandovery RFC | - Llanelli RFC - Merthyr RFC - Newport RFC - Pontypridd RFC - RGC 1404 - Swansea RFC |

## Meister
| - 1990/91: Neath - 1991/92: Swansea - 1992/93: Llanelli - 1993/94: Swansea - 1994/95: Cardiff - 1995/96: Neath - 1996/97: Pontypridd - 1997/98: Swansea - 1998/99: Llanelli - 1999/00: Cardiff - 2000/01: Swansea | - 2001/02: Llanelli - 2002/03: Bridgend - 2003/04: Newport - 2004/05: Neath - 2005/06: Neath - 2006/07: Neath - 2007/08: Neath - 2008/09: Cardiff - 2009/10: Neath - 2010/11: Llanelli - 2011/12: Pontypridd | - 2012/13: Pontypridd - 2013/14: Pontypridd - 2014/15: Pontypridd - 2015/16: Ebbw Vale - 2016/17: Merthyr - 2017/18: Merthyr - 2018/19: Merthyr - 2019/20: Saison abgebrochen - 2020/21: Saison nicht ausgetragen - 2021/22: Cardiff |